# Monogatari
Monogatari Series (яп. 物語シリーズ моногатари сири:дзу) — серия японских лайт-новел, написанных Нисио Исином и иллюстрированная тайваньским иллюстратором, под псевдонимом Vofan. Издательством Kodansha под импринтом Kodansha Box с ноября 2006 по настоящее время опубликовано 29 томов. На основе лайт-новел были созданы аниме-адаптации от студии Shaft, с июля 2009 по ноябрь 2018 года экранизированы первые 18 томов.
Название серии можно перевести на русский язык как «Истории». Также серия известна под названием первого тома серии — Bakemonogatari (яп. 化物語 бакэмоногатари), что можно перевести на русский как «Истории монстров» («бакэмоно» (яп. 化物) — букв. «то, что меняется», оборотень, чудовище, принявшее человеческий облик, и «моногатари» (яп. 物語) — «рассказ», «история»). Названия всех остальных томов также являются комбинацией различных слов и «моногатари».

## Сюжет
Сюжет рассказывает о Коёми Арараги, бывшем вампире и ученике старшей школы. Однажды, когда юноша шёл по лестнице в школе, на него откуда-то сверху упала его застенчивая, но красивая одноклассница Хитаги Сэндзёгахара. Коёми, инстинктивно напрягшийся, приготовился принять на руки немалый вес, и с удивлением обнаружил, что девушка, в нарушение всех законов физики практически невесома. Вскоре он познакомился с резким характером Хитаги, которая не хотела, чтобы её странный секрет был кому-то известен. Несмотря на оскорбления и угрозы с её стороны, Коёми знакомит её со своим другом, Мэмэ Осино, который не так давно помог ему превратиться из вампира обратно в человека.
По ходу серии Коёми оказывается втянут в различные истории, в которых с помощью Мэмэ помогает решать «странные» проблемы главных героинь, среди которых потерявшийся призрак, Маёй Хатикудзи; бывшая баскетболистка, Суруга Камбару; одноклассница Коёми, Цубаса Ханэкава; подруга его сестёр, Надэко Сэнгоку и сами сёстры Арараги — Карэн и Цукихи.
Каждой героине посвящена отдельная глава, содержащая в своём названии её имя. В образе почти каждой героини присутствует элемент, являющийся прямой или косвенной отсылкой к её проблеме: степлер Хитаги, символизирующий клешню краба (глава «Краб Хитаги»); рюкзак Маёй, похожий на раковину улитки (глава «Улитка Маёй»); обезьянья рука Суруги (глава «Обезьяна Суруга»); шапка и куртка Надэко, похожие на змеиный капюшон (глава «Змея Надэко»); заколки в виде кошек Цубасы (глава «Кошка Цубаса»); чёрно-жёлтый костюм Карэн (глава «Пчела Карэн»).

## Медиа-издания

### Ранобэ
Серия Monogatari была начата Нисио Исином как серия рассказов для журнала Mephisto. Впоследствии к уже написанным рассказам было добавлено несколько новых, после чего они были опубликованы в двухтомном ранобэ Bakemonogatari, выпущенном издательством Kodansha 1 ноября 2006 года и содержащим пять рассказов. В 2008 году серия была продолжена публикацией рассказа-приквела (эпизод нулевой) «Вампир Коёми» в журнале Pandora, а затем и в виде отдельного тома под названием Kizumonogatari. Позже выпущено продолжение серии — Nisemonogatari, двухтомное ранобэ, являющийся прямым продолжением Bakemonogatari и содержащим шестой и седьмой по счёту рассказы. В 2010 опубликован ещё один приквел — Nekomonogatari с подзаголовком Kuro (яп. 黒, чёрный), хронологически идущим после Kizumonogatari и перед Bakemonogatari.
Все пять сюжетных линий из Bakemonogatari были продолжены и подробнее раскрыты во втором сезоне ранобэ — второй том Nekomonogatari с подзаголовком Shiro (яп. 白, белый), Kabukimonogatari, Hanamonogatari, Otorimonogatari, Onimonogatari и Koimonogatari. Эта серия ранобэ опубликована с октября 2010 года по декабрь 2011 года.
Третий сезон ранобэ, который так же раскрывает сюжетные линии персонажей, играющих в предыдущих томах второстепенные роли. Серия началась с выходом 26 сентября 2012 года ранобэ Tsukimonogatari, посвящённому персонажу Ёцуги Ононоки. К сентябрю 2014 года опубликовано 6 томов ранобэ — Tsukimonogatari, Koyomimonogatari, три тома Owarimonogatari, а также Zoku-Owarimonogatari.
Несмотря на то, что третий сезон назывался финальным, Zoku-Owarimonogatari был последним томом серии, на последней его странице находится анонс следующего тома под названием Tsugimonogatari (яп. 接物語 цугимоногатари). Также в анонсе было указано название четвёртого сезона — Monogatari Series: Next Season (яп. 〈物語〉シリーズ、ネクストシーゾン). Несмотря на то, что первоначально было объявлено название Tsugimonogatari, 5 октября 2015 года вышел 19 том ранобэ под названием Orokamonogatari (яп. 愚物語 орокамоногатари), а сезон получил название Off Season («Межсезонье»).
В день выхода последнего тома четвёртого сезона серии был анонсирован следующий том Shinobumonogatari, открывающий пятый сезон под названием Monster Season («Сезон монстров»).

### Аниме
| Зрительский рейтинг    | Зрительский рейтинг    | Зрительский рейтинг    |
| (на 04 января 2015 г.) | (на 04 января 2015 г.) | (на 04 января 2015 г.) |
| ---------------------- | ---------------------- | ---------------------- |
| Сайт                   | Оценка                 | Голосов                |
| Anime News Network     | · ссылка               | 3207                   |
| AniDB                  | · ссылка               | 7190                   |

| Название                                                                                                 | Даты выхода                                        | Количество серий                              | Адаптированные тома лайт-новел                    | Прочая информация |
| --- | -------------------------------------------------- | --------------------------------------------- | ------------------------------------------------- | --- |
| Bakemonogatari (яп. 化物語 бакэмоногатари)                                                               | с 3 июля 2009 по 25 июня 2010 года                 | 15                                            | 1 — 2                                             | 12 серий вышло в эфир телеканала Tokyo MX с 3 июля по 25 сентября 2009 года. Оставшиеся 3 серии вышли на официальном сайте с 3 ноября 2009 по 25 июня 2010 года.                             |
| Nisemonogatari (яп. 偽物語 нисэмоногатари, «Истории подделок»)                                           | с 7 января по 17 марта 2012 года                   | 11                                            | 4 — 5                                             | |
| Nekomonogatari (Kuro) (яп. 猫物語（黒） нэкомоногатари (куро), «История кошки (чёрная)»)                 | 31 декабря 2012 года                               | 4                                             | 6                                                 | |
| Monogatari Series: Second Season (яп. 物語シリーズ セカンドシーズン Моногатари сири:дзу сэкандо си:дзун) | с 6 июля по 28 декабря 2013 года                   | 26                                            | 7 — 8, 10 — 12                                    | Аниме-адаптация второго сезона ранобэ была анонсирована под названием Zenmonogatari (яп. 全物语 Дзэммоногатари, «Истории обо всём») и первоначально должна была включить в себя все 6 томов. |
| Hanamonogatari (яп. 花物語 ханамоногатари, «История цветов»)                                             | 16 августа 2014 года                               | 5                                             | 9                                                 | |
| Tsukimonogatari (яп. 憑物語 цукимоногатари, «История злого духа» или «История одержимости»)              | 31 декабря 2014 года                               | 4                                             | 13                                                | |
| Owarimonogatari (яп. 終物語 оваримоногатари, «История конца»)                                            | с 3 октября по 19 декабря 2015 года                | 12                                            | 15 — 16                                           | |
| Kizumonogatari Part 1: Tekketsu-hen (яп. 傷物語 第一部〈Ⅰ鉄血篇〉 Кидзумоногатари дайитибу тэккэцу-хэн)  | 8 января 2016 года                                 | 1                                             | 3                                                 | полнометражный фильм, приквел относительно всех остальных аниме |
| Koyomimonogatari (яп. 暦物語 коёмимоногатари)                                                            | с 9 января по 26 марта 2016 года                   | 12                                            | 14                                                | ONA, распространялась с помощью официального приложения на App Store и Google Play |
| Kizumonogatari Part 2: Nekketsu-hen (яп. 傷物語 第二部〈Ⅱ熱血篇〉 кидзумоногатари дайнибу нэккэцу-хэн)   | 19 августа 2016 года                               | 1                                             | 3                                                 | полнометражный фильм |
| Kizumonogatari Part 3: Reiketsu-hen (яп. 傷物語 第三部〈Ⅲ冷血篇〉 кидзумоногатари дайсамбу рэйкэцу-хэн)  | 6 января 2017 года                                 | 1                                             | 3                                                 | полнометражный фильм |
| Owarimonogatari II (яп. 終物語 оваримоногатари, «История конца»)                                         | 12 и 13 августа 2017 года                          | 7                                             | 17                                                | |
| Zoku Owarimonogatari (яп. 続・終物語 дзоку оваримоногатари, «История конца: Продолжение»)                | 10 ноября 2018 года, с 18 мая по 22 июня 2019 года | 6                                             | 18                                                | в ноябре 2018 года в виде полнометражного фильма, в мае-июне 2019 года в виде аниме-сериала                                                                                                  |
| Monogatari Series: Off & Monster Season (Цикл историй: Межсезонье и сезон монстров)                      | с 6 июля по 19 октября 2024 года                   | 14 + 1 дополнительная серия под номером "6,5" | 19 — 21, 23 (21 и 23 полностью, 19 и 20 частично) | |

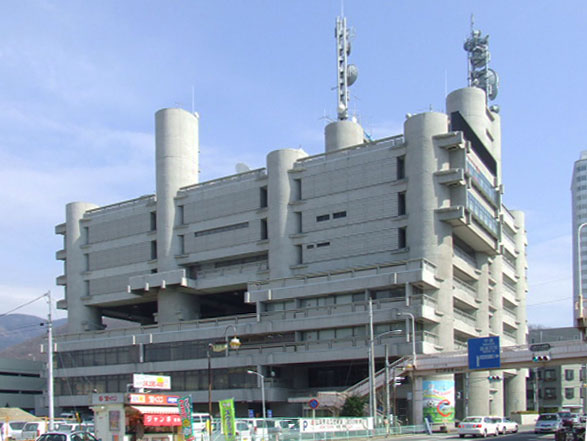
Здание телеканала YBS в Кофу, ставшее прообразом заброшенной школы в аниме Kizumonogatari

В каком виде будут экранизированы остальные ранобэ, не объявлено.

### Музыкальное сопровождение

#### Открывающие композиции
Все открывающие композиции были написаны Мэгуми Хинатой (под творческим псевдонимом meg rock) и композитором Сатору Косаки. Особенностью является то, что каждой главе соответствует своя композиция, а исполняют их те же сэйю, которые озвучили главных героинь соответствующих глав.
В телевизионной версии главы «Время Синобу» сезона Monogatari Series Second Season отсутствовала вступительная заставка, однако она была добавлена в Blu-ray издание. В композиции white lies отсутствует вокал, и она заявлена в саундтреке не как опенинг, а как «музыкальная тема». Исполнителем композиции является Mito, басист японской рок-группы Clammbon. Иллюстратором этого опенинга является Хадзимэ Уэда, занимающийся также эндингами серии Monogatari.
| Сезон                           | Название                       | Перевод                          | Оригинальное название  | Исполнитель                | Серии     |
| ------------------------------- | ------------------------------ | -------------------------------- | ---------------------- | -------------------------- | --------- |
| Bakemonogatari                  | Staple Stable                  | «Крепкая скрепка»                |                        | Тива Сайто                 | 1—2, 12   |
| Bakemonogatari                  | Kaerimichi                     | «Дорога домой»                   | 帰り道                 | Эмири Като                 | 3—5       |
| Bakemonogatari                  | Ambivalent World               | «Двойственный мир»               |                        | Миюки Савасиро             | 6—8       |
| Bakemonogatari                  | Ren’ai Circulation             | «Циркуляция любви»               | 恋愛サーキュレーション | Кана Ханадзава             | 9—10      |
| Bakemonogatari                  | Sugar Sweet Nightmare          | «Сладкий сахарный кошмар»        |                        | Юи Хориэ                   | 11, 13—15 |
| Nisemonogatari                  | Futakotome                     | «Бремя разговора»                | 二言目                 | Тива Сайто                 | 1, 3      |
| Nisemonogatari                  | Marshmallow Justice            | «Зефирное правосудие»            |                        | Эри Китамура               | 2, 4—7    |
| Nisemonogatari                  | Platinum Disco                 | «Платиновое диско»               | 白金ディスコ           | Юка Игути                  | 8—11      |
| Nekomonogatari (Kuro)           | perfect slumbers               | «Идеальные сны»                  |                        | Юи Хориэ                   | 1—4       |
| Monogatari Series Second Season | Chocolate Insomnia             | «Шоколадная бессонница»          |                        | Юи Хориэ                   | 1—5       |
| Monogatari Series Second Season | Happy Bite                     | «Счастливый укус»                |                        | Эмири Като                 | 6—9       |
| Monogatari Series Second Season | Mōsō Express                   | «Экспресс в заблуждение»         | もうそう♡えくすぷれす  | Кана Ханадзава             | 10—13     |
| Monogatari Series Second Season | white lies                     | «Белая ложь»                     |                        | mito                       | 14—17     |
| Monogatari Series Second Season | fast love                      | «Быстрая любовь»                 |                        | Тива Сайто                 | 18—20     |
| Monogatari Series Second Season | Kogarashi Sentiment            | «Ощущение зимнего ветра»         | 木枯らしセンティメント | Тива Сайто, Синъитиро Мики | 21—23     |
| Hanamonogatari                  | the last day of my adolescence | «Последний день моей юности»     |                        | Миюки Савасиро             | 1—5       |
| Tsukimonogatari                 | Orange Mint                    | «Апельсиновая мята»              | オレンジミント         | Саори Хаями                | 1—4       |
| Owarimonogatari                 | Decent Black                   | «Достойный чёрный»               |                        | Каори Мидзухаси            | 1—2       |
| Owarimonogatari                 | mathemagics                    | «Матемагия»                      |                        | Марина Иноуэ               | 3—4       |
| Owarimonogatari                 | Yūdachi Hōteishiki             | «Уравнение души»                 | 夕立方程式             | Марина Иноуэ               | 5—7       |
| Owarimonogatari                 | mein schatz                    | «Моё сокровище»                  |                        | mito                       | 8—13      |
| Owarimonogatari 2               | Terminal Terminal              | «Конечная станция»               |                        | Эмири Като                 | 1—2       |
| Owarimonogatari 2               | dreamy date live               | «Мечтательная жизнь в свиданиях» |                        | Тива Сайто                 | 3—4       |
| Owarimonogatari 2               | dark cherry mistery            | «Загадка тёмной вишни»           |                        | Каори Мидзухаси            | 5—7       |
| Zoku Owarimonogatari            | 07734                          | «Привет»                         |                        | Хироси Камия               | 1—6       |

#### Закрывающие композиции
Песня для финальной заставки Bakemonogatari — Kimi no Shiranai Monogatari, написана Рио и исполнена группой Supercell при участии вокалистки Наги Янаги. Релиз сингла состоялся 12 августа 2009 года под лейблом Sony Music. Песня заняла пятое место в еженедельном сингл-чарте Oricon и девятое место в Japan Hot 100. В феврале 2010 года сингл получил статус золотого диска за 100 тысяч проданных копий в первый год.
Песня для Nisemonogatari — Naisho no Hanashi. Автором текста так же является Рио (автор текстов группы Supercell). Песня исполнена идол-дуэтом ClariS. Релиз сингла состоялся 1 февраля 2012 года под лейблом Sony Music. В еженедельном сингл-чарте Oricon песня поднялась на второе место, а в чарте Japan Hot 100 — на шестое.
Песня для Nekomonogatari (Kuro) — Kieru Daydream. Автор текста — Саори Кодама, композитор — Сатору Косаки, исполнитель — Марина Кавано.
Monogatari Series Second Season имеет три финальные заставки. Песня для первой заставки — Ai o Utae, написана Дзином (под псевдонимом Shizen no Teki-P) и исполнена Луной Харуной. Релиз состоялся 24 июля 2013 года. Песня для второй заставки — Sono Koe o Oboeteru, написана Саори Кодамой и исполнена Мариной Кавано. Релиз состоялся 9 октября 2013 года. Песня для третьей заставки — snowdrop, автор текста — Мэгуми Хината (под псевдонимом meg rock). Песня исполнена Луной Харуной, однако специально для аниме была исполнена дуэтом Луны Харуны и Марины Кавано. Релиз обеих версий сингла состоялся 11 декабря 2013 года.
Отличительной чертой эндингов серии Monogatari является изображение персонажей в сильно отличающимся от самого аниме стиле. Главным иллюстратором всех закрывающих заставок является мангака Хадзимэ Уэда.
| Сезон                                 | Название                         | Перевод                         | Оригинальное название | Исполнитель                | Серии |
| ------------------------------------- | -------------------------------- | ------------------------------- | --------------------- | -------------------------- | ----- |
| Bakemonogatari                        | Kimi no Shiranai Monogatari      | «История, которую ты не знаешь» | 君の知らない物語      | Supercell                  | 1—15  |
| Nisemonogatari                        | Naisho no Hanashi                | «Секретная история»             | ナイショの話          | ClariS                     | 1—11  |
| Nekomonogatari (Kuro)                 | Kieru Daydream                   | «Исчезающая мечта»              | 消えるdaydream        | Марина Кавано              | 1—4   |
| Monogatari Series Second Season       | Ai o Utae                        | «Песня о любви»                 | アイヲウタエ          | Луна Харуна                | 1—9   |
| Monogatari Series Second Season       | Sono Koe o Oboeteru              | «Вспоминая твой голос»          | その声を覚えてる      | Марина Кавано              | 10—17 |
| Monogatari Series Second Season       | snowdrop                         | «Подснежник»                    |                       | Луна Харуна, Марина Кавано | 18—23 |
| Hanamonogatari                        | Shirushi                         | «Цветочный знак»                | 花痕 -shirushi-       | Марина Кавано              | 1—5   |
| Tsukimonogatari                       | border                           | «Граница»                       |                       | ClariS                     | 1—4   |
| Owarimonogatari                       | Sayonara no Yukue                | «Место прощания»                | さよならのゆくえ      | Алиса Такигава             | 1—13  |
| Kizumonogatari Part I: Tekketsu-hen   | End Roll                         | «Свиток конца»                  |                       | Сатору Косаки              |       |
| Kizumonogatari Part II: Nekketsu-hen  | Étoile et toi                    | «Звезда и ты»                   |                       | Clémentine                 |       |
| Kizumonogatari Part III: Reiketsu-hen | Étoile et toi — édition le blanc | «Звезда и ты — белая версия»    |                       | Clémentine и Ainhoa        |       |
| Koyomimonogatari                      | whiz                             | «Свист»                         |                       | TrySail                    | 1—12  |
| Owarimonogatari Second Season         | SHIORI                           | «Закладка»                      | 栞                    | ClariS                     | 1—7   |
| Zoku Owarimonogatari                  | Azure                            | «Лазурь»                        |                       | TrySail                    | 1—6   |

### Короткие истории
27 октября 2010 года выпущено издание под названием Bakemonogatari Anime Complete Guidebook (яп. 化物語アニメコンプリートガイドブック), в котором было опубликовано 5 коротких историй:
- Hitagi Buffet (яп. ひたぎブッフェ хитаги буффэ, Буфет Хитаги)
- Mayoi Room (яп. まよいルーム маёй ру:му, Комната Маёй)
- Suruga Court (яп. するがコート суруга ко:то, Площадка Суруги)
- Nadeko Pool (яп. なでこプール надэко пу:ру, Бассейн Надэко)
- Tsubasa Song (яп. つばさソング цубаса сонгу, Песня Цубасы)

27 сентября 2012 года выпущен Nisemonogatari Anime Complete Guidebook (яп. 偽物語アニメコンプリートガイドブック). В его состав вошли четыре короткие истории:
- Hitagi Neck (яп. ひたぎネック хитаги нэкку, Шея Хитаги)
- Karen Arm-leg (яп. かれんアームレッグ карэн а:мурэггу, Конечности Карэн)
- Tsukihi Eternal (яп. つきひエターナル цукихи эта:нару, Вечность Цукихи)
- Shinobu House (яп. しのぶハウス синобу хаусу, Дом Синобу)

Шесть коротких историй были опубликованы в газете Yomiuri Shimbun:
- Tsubasa Board (яп. つばさボード цубаса бо:до, Доска Цубасы) (6 июля 2013)
- Mayoi Castle (яп. まよいキャッスル маёй кяссуру, За́мок Маёй) (17 августа 2013)
- Nadeko Mirror (яп. なでこミラー надэко мира:, Зеркало Надэко) (21 сентября 2013)
- Shinobu Science (яп. しのぶサイエンス синобу сайэнсу, Наука Синобу) (26 октября 2013)
- Hitagi Salamander (яп. ひたぎサラマンダー хитаги сараманда:, Саламандра Хитаги) (23 ноября 2013)
- Suruga Neat (яп. するがニート суруга ни:то, Опрятность Суруги) (16 августа 2014)

В качестве бонуса к DVD и Blu-ray изданиям Onimonogatari 23 апреля и 28 мая 2014 года (первый и второй диски соответственно) выпущено 3 короткие истории:
- Suruga Palace (яп. するがパレス суруга парасу, Дворец Суруги) (диск 1)
- Yotsugi Future (яп. よつぎフューチャー ёцуги фю:тя:, Будущее Ёцуги) (диск 2)
- Ōgi Travel (яп. おうぎトラベル о:ги торабэру, Путешествие Оги) (диск 2)

12 сентября 2013 года выпущено дополнение к Bakemonogatari под названием Bakemonogatari [Introduction] (яп. 化物語 ［入門編］ бакэмоногатари ню:мон хэн). В нём опубликована одна коротка история:
- Hitagi Coin (яп. ひたぎコイン хитаги коин, Монета Хитаги)

21 ноября 2013 года в составе Bakemonogatari Premium Item Box (яп. 「化物語」PremiumアイテムBOX) выпущена одна короткая история:
- Hitagi Figure (яп. ひたぎフィギュア хитаги фигюа, Фигура Хитаги)

18 сентября 2014 года в составе 6 тома Anime Monogatari Series: Heroine Book (яп. アニメ<物語>シリーズヒロイン本) выпущена одна короткая история:
- Rōka God (яп. ろうかゴッド ро:ка годдо, Бог Рока)

21 ноября 2014 года в составе Nisemonogatari Premium Item Box (яп. 「偽物語」PremiumアイテムBOX) выпущена одна короткая история:
- Shinobu Figure (яп. しのぶフィギュア Синобу фигюа, Фигура Синобу)

### Прочие печатные издания
С 20 сентября 2013 года по 19 сентября 2014 издательство Kodansha выпускало серию изданий под названием Anime Monogatari Series: Heroine Book (яп. アニメ<物語>シリーズヒロイン本). Каждое издание представляло собой сборник из интервью создателей и сэйю, арт-буков, манги и коротких историй авторства Нисио Исина. Каждая из шести книг посвящена одному из главных женских персонажей.
| № | Заглавие | Дата публикации       | ISBN                   |
| --- | --- | --------------------- | ---------------------- |
| 1 | Anime Monogatari Series Heroine Book #1: Hanekawa Tsubasa (アニメ<物語>シリーズヒロイン本 其ノ壹 羽川翼)            | 20 сентября 2013 года | ISBN 978-4-06-218658-2 |
| - Чёрная Ханэкава: Гадание по созвездиям кошки (яп. ブラック羽川の12猫座占い буракку ханэкава но дзю:ни нэкодза уранай) | |                       |                        |
| Главный персонаж: Цубаса Ханэкава | |                       |                        |
| 2 | Anime Monogatari Series Heroine Book #2: Hachikuji Mayoi (アニメ<物語>シリーズヒロイン本 其ノ貮 八九寺真宵)         | 30 октября 2013 года  | ISBN 978-4-06-218702-2 |
| - Заблудившаяся улитка (яп. まいごのかたつむり майго но катацумури) | |                       |                        |
| Главный персонаж: Маёй Хатикудзи | |                       |                        |
| 3 | Anime Monogatari Series Heroine Book #3: Oshino Shinobu (アニメ<物語>シリーズヒロイン本 其ノ參 忍野忍)              | 20 декабря 2013 года  | ISBN 978-4-06-218764-0 |
| - Прекрасная принцесса (яп. うつくし姫 уцукусихимэ) | |                       |                        |
| Главный персонаж: Синобу Осино | |                       |                        |
| 4 | Anime Monogatari Series Heroine Book #4: Sengoku Nadeko (アニメ<物語>シリーズヒロイン本 其ノ肆 千石撫子)            | 30 января 2014 года   | ISBN 978-4-06-218794-7 |
| - Ты и Надэкко! (яп. キミとなでっこ! кими то надэкко!) | |                       |                        |
| Главный персонаж: Надэко Сэнгоку Сёдзё-манга Kimi to Nadekko! иллюстрирована Эмой Тоямой. Повторно манга была опубликована в журнале сёдзё-манги Aria 28 июня 2014 года. Также манга прилагалась ко второму диску Koimonogatari, выпущенному 23 июля 2014 года. | |                       |                        |
| 5 | Anime Monogatari Series Heroine Book #5: Senjougahara Hitagi (アニメ<物語>シリーズヒロイン本 其ノ伍 戦場ヶ原ひたぎ) | 1 апреля 2014 года    | ISBN 978-4-06-218934-7 |
| - Бросок Хитаги (яп. ひたぎスローイング хитаги суро:ингу) | |                       |                        |
| Главный персонаж: Хитаги Сэндзёгахара | |                       |                        |
| 6 | Anime Monogatari Series Heroine Book #6: Kanbaru Suruga (アニメ<物語>シリーズヒロイン本 其ノ陸 神原駿河)            | 19 сентября 2014 года | ISBN 978-4-06-219108-1 |
| - Бог Рока (яп. ろうかゴッド ро:ка годдо) | |                       |                        |
| Главный персонаж: Суруга Камбару | |                       |                        |

### Drama CD
Drama CD Hyakumonogatari (яп. 佰物語 хякумоногатари, букв. «сто историй») выпущена 3 августа 2009 года. Драма является отсылкой к японской салонной игре «хяку моногатари кайданкай». Сценарий написан Нисио Исином и прилагается в комплекте с диском. Всех персонажей озвучивают те же сэйю, что и в аниме, за исключением Синобу, которую озвучивает Ая Хирано. Сюжет соответственно названию разделён на 100 глав.
| Список глав | Список глав                                            | Список глав | Список глав                                                 |
| #           | Название                                               | #           | Название                                                    |
| ----------- | ------------------------------------------------------ | ----------- | ----------------------------------------------------------- |
| 1           | Вступительный экзамен (яп. 入学試験 ню:гаку сикэн)     | 51          | Председатель (яп. 委員長 иинтё:)                            |
| 2           | Объявление поступивших (яп. 合格発表 го:каку хаппё:)   | 52          | Неудача (яп. 不良 фурё:)                                    |
| 3           | Вступительная церемония (яп. 入学式 ню:гаку сики)      | 53          | Лестница (яп. 階段 кайдан)                                  |
| 4           | Форма (яп. 制服 сэйфуку)                               | 54          | Страшная история (яп. 怪談 кайдан)                          |
| 5           | Распределение по классам (яп. クラス分け курасу вакэ)  | 55          | Молодость (яп. 青春 сэйсюн)                                 |
| 6           | Два выходных в неделю (яп. 週休二日 сю:кю: фуцука)     | 56          | Крыша (яп. 屋上 окудзё:)                                    |
| 7           | Тест (яп. テスト Тэсуто)                               | 57          | Обучение (яп. 授業 дзюгё:)                                  |
| 8           | Гуманитарные науки (яп. 文系理系 бункэй рикэй)         | 58          | Смена мест (яп. 席替え сэкигаэ)                             |
| 9           | Государственный язык (яп. 国語 Кокуго)                 | 59          | Учебник (яп. 教科書 кё:касё)                                |
| 10          | Математика (яп. 数学 су:гаку)                          | 60          | Игровой центр (яп. ゲームセンター гэ:му сэнта:)             |
| 11          | Обществознание (яп. 社会 сякай)                        | 61          | День Святого Валентина (яп. バレンタインデー барэнтайн дэ:) |
| 12          | Английский язык (яп. 英語 эйго)                        | 62          | Мобильный класс (яп. 移動教室 идо: кё:сицу)                 |
| 13          | Химия (яп. 理科 рика)                                  | 63          | Классная доска (яп. 黒板 кокубан)                           |
| 14          | Физкультура (яп. 体育 таийку)                          | 64          | Мечты о будущем (яп. 将来の夢 сё:рай но юмэ)                |
| 15          | Здравоохранение (яп. 保健体育 хокэн таийку)            | 65          | Любовное письмо (яп. ラブレター рабурэта:)                  |
| 16          | Музыка (яп. 音楽 онгаку)                               | 66          | Школьная поездка (яп. 修学旅行 сю:гаку рёко:)               |
| 17          | Каллиграфия (яп. 書道 сёдо:)                           | 67          | Домашнее задание (яп. 宿題 сюкудай)                         |
| 18          | Искусство (яп. 美術 бидзюцу)                           | 68          | Бэнто (яп. お弁当 о-бэнто:)                                 |
| 19          | Домоводство (яп. 家庭科 катэйка)                       | 69          | Подготовка к экзамену (яп. 受験勉強 дзюкэн бэнкё:)          |
| 20          | Учитель (яп. 教師 кё:си)                               | 70          | Рекомендательное письмо (яп. 推薦入試 суйсэн ню:си)         |
| 21          | Из школы (яп. 登下校 то: гэко:)                        | 71          | Репетиция хора (яп. 合唱会 гассё:кай)                       |
| 22          | Клубная деятельность (яп. クラブ活動 курабу кацудо:)   | 72          | Проверка на смелость (яп. 肝試し кимодамэси)                |
| 23          | После школы (яп. 放課後 хо:каго)                       | 73          | Время отдыха (яп. 休み時間 ясуми дзикан)                    |
| 24          | Простая одежда (яп. 私服 сифуку)                       | 74          | Количество прогулов (яп. 出席番号 сюссэки банго:)           |
| 25          | Друг (яп. 友達 томодати)                               | 75          | Культурный фестиваль (яп. 文化祭 бункасай)                  |
| 26          | Мобильный телефон (яп. 携帯電話 кэйтай Дэнва)          | 76          | Школьный лагерь (яп. 林間学校 ринкан гакко:)                |
| 27          | Письмо (яп. メール мэ:ру)                              | 77          | Переведённый студент (яп. 転校生 тэнко:сэй)                 |
| 28          | Подработка (яп. アルバイト арубайто)                   | 78          | Изучение (яп. 学問 гакумон)                                 |
| 29          | Телефизор (яп. テレビ тэрэби)                          | 79          | Чтение (яп. 読書 докусё)                                    |
| 30          | Радио (яп. ラジオ радзио)                              | 80          | Смена формы (яп. 衣替え коромогаэ)                          |
| 31          | Спортивный костюм (яп. 体操服 тайсо: фуку)             | 81          | Спортивный зал (яп. 体育館 таийкукан)                       |
| 32          | Бассейн (яп. プール пу:ру)                             | 82          | Штормовое предупреждение (яп. 気象警報 кисё: кэйхо:)        |
| 33          | Ссора (яп. 喧嘩 кэнка)                                 | 83          | Дежурная уборка (яп. 掃除当番 со:дзи то:бан)                |
| 34          | Спортивный фестиваль (яп. 体育祭 таийкусай)            | 84          | Майская болезнь (яп. 五月病 гогацу бё:)                     |
| 35          | Никнейм (яп. ニックネーム никкунэ:му)                  | 85          | Бильярдный турнир (яп. 球技大会 кю:ги тайкай)               |
| 36          | Раздевалка (яп. 更衣室 ко:йсицу)                       | 86          | Любовь (яп. 恋愛 рэнъай)                                    |
| 37          | Медосмотр (яп. 身体測定 синтай сокутэй)                | 87          | Комната персонала (яп. 職員室 сёкуинсицу)                   |
| 38          | Посещаемость (яп. 出欠 сюккэцу)                        | 88          | Утренняя поверка (яп. 朝礼 тё:рэй)                          |
| 39          | Закрытие класса (яп. 学級閉鎖 гаккю: хэйса)            | 89          | Классное собрание (яп. 学級会 гаккю:кай)                    |
| 40          | Медицинский кабинет (яп. 保健室 хокэнсицу)             | 90          | Волонтёр (яп. ボランティア борантиа)                        |
| 41          | Библиотека (яп. 図書室 тосёсицу)                       | 91          | Проверка вещей (яп. 持ち物検査 мотимоно кэнса)              |
| 42          | Летние каникулы (яп. 夏休み нацуясуми)                 | 92          | Подготовка к тесту (яп. テスト勉強 тэсуто бэнкё:)           |
| 43          | Зимние каникулы (яп. 冬休み фуюясуми)                  | 93          | Коридор (яп. 廊下 ро:ка)                                    |
| 44          | Весенние каникулы (яп. 春休み харуясуми)               | 94          | Поездка (яп. 旅行 рёко:)                                    |
| 45          | Золотая неделя (яп. ゴールデンウィーク го:рудэн уи:ку) | 95          | Признание (яп. 告白 кокухаку)                               |
| 46          | Учебная тревога (яп. 避難訓練 хинан кунрэн)            | 96          | Доска объявлений (яп. 掲示板 кэйдзибан)                     |
| 47          | Табель успеваемости (яп. 通知表 цу:тихё:)              | 97          | Перекус (яп. 買い食い кайгуй)                               |
| 48          | Марафон (яп. マラソン大会 марасон тайкай)              | 98          | Печка (яп. ストーブ суто:бу)                                |
| 49          | Канцтовары (яп. 文房具 бумбо:гу)                       | 99          | Склад спортинвентаря (яп. 体育倉庫 таийку со:ко)            |
| 50          | Причёска (яп. 髪型 камигата)                           | 100         | Выпускная церемония (яп. 卒業式 соцугё:сики)                |

### Игры
Игра в жанре визуального романа Bakemonogatari Portable (яп. 化物語 ポータブル) разработана студией Bandai Namco Games и выпущена на PlayStation Portable 23 августа 2012 года.

## Отзывы и популярность

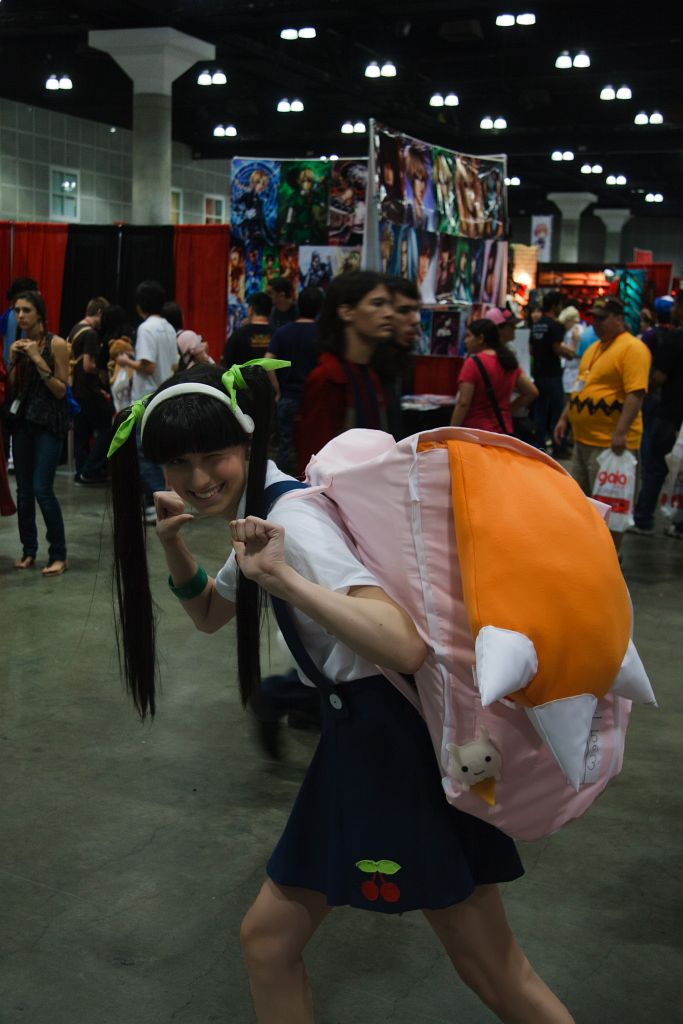
Косплей на Маёй Хатикудзи

### Отзывы
На сайте Anime News Network первый сезон серии, Bakemonogatari, получил среднюю оценку 8,3 балла из 10. Критиками сайта было отмечено, что аниме началось довольно традиционно для сверхъестественного жанра, а развитие сюжета было схоже для гаремных аниме. Однако серия вскоре вышла за рамки этих стереотипов благодаря непредсказуемому сюжету и необычному оформлению, чем породила множество поклонников. Эпизоды наполнены как большим количеством разговоров, так и эффектными, а иногда и жестокими боевыми сценами. Положительные персонажи иногда могут вести себя пугающе, а отрицательные персонажи могут вызывать симпатию. Эффект усиливает оригинальная визуальная стилистика аниме. Окружающие пейзажи часто сюрреалистичны, окрашены в неестественные цвета. Интерьеры помещений неестественны (ванная комната в доме Арараги сопоставима по площади со спортивным залом, а комната Суруги наполнена множеством книг в одинаковой красной обложке). Персонажи во время длительных диалогов могут заниматься неестественными вещами, а окружающая их обстановка произвольно меняться.
Был отмечен необычный способ отображения мыслей главного героя. Так как в романе повествование ведётся от главного лица Коёми Арараги, то практически весь текст является либо диалогами с его участием, либо его размышлениями. В аниме это воспроизведено в виде специальных цветных стоп-кадров, на которых текстом были отображены мысли главного героя.
Сайт THEM Anime Reviews оценил Bakemonogatari на 4/5. В своей рецензии критик уделил внимание главным персонажам серии и их характерам. Пара Коёми и Хитаги была сравнена с Кёном и Харухи из «Меланхолии Харухи Судзумии». Коёми так же прост и прямолинеен. Стремится помогать другим, хотя имеет и собственные проблемы. Хитаги в свою очередь умна, расчётлива и остра на язык. Её характер непредсказуем, а поступки иногда больше соответствуют поведению антагониста. Среди прочих персонажей отмечена Маёй, имеющая типичную «девчачью» внешность и соответствующую музыкальную тему, но обладающую темпераментным и взрослым характером. В целом сериал был назван захватывающим, а среди характерных черт отмечено наличие большого количества как весёлых, так и драматичных моментов, что поддерживает атмосферу сериала.

### Продажи и популярность
Релиз Bakemonogatari на DVD и Blu-ray происходил с сентября 2009 по февраль 2010 года. Каждый выходящий том занимал лидирующие позиции по продажам в Японии, а второй, третий и пятый тома становились самыми продаваемыми аниме на DVD, реализовав менее чем за неделю более 18 тысяч дисков. Всего к 2012 году было продано в сумме более 1 миллиона копий DVD и Blu-ray дисков Bakemonogatari и Nisemonogatari.
По данным Anime News Network на начало февраля 2014 года Bakemonogatari занимает 97 место в списке самых просматриваемых аниме за всё время.
Также большую популярность приобрели сопутствующие товары, посвящённые аниме. Компания Good Smile Company, занимающаяся выпуском масштабных моделей персонажей, выпускает модели Monogatari в сериях Nendoroid, Figma и некоторых других.

### Награды
Серия лайт-новел заняла шестое место в путеводителе Kono Light Novel ga Sugoi! за 2009 год от издательства Takarajimasha. В 2010 году в этом же рейтинге заняла второе место. В списке лучших женских персонажей лайт-новел того же издания Хитаги Сэндзёгахара занимала 7 место в 2008 году, 7 место в 2009, 4 место в 2010, 8 место в 2011 и 7 место в 2012. В аналогичном рейтинге мужских персонажей Коёми Арараги занимал 6 место в 2009 году, 2 место в 2010, 7 место в 2011, 3 место в 2012 и 6 место в 2013.
Аниме-адаптация стала обладателем приза зрительских симпатий на втором ежегодном конкурсе DEG Japan Awards среди Blu-ray-релизов в 2010 году.

### Bakemonogatari
- bakemonogatari.com (яп.) — официальный сайт Bakemonogatari

- Аниме «Bakemonogatari» (англ.) в энциклопедии сайта Anime News Network
- Аниме «Bakemonogatari» (англ.) в базе данных AniDB

### Nisemonogatari
- nisemonogatari-anime.com (яп.) — официальный сайт Nisemonogatari

- Аниме «Nisemonogatari» (англ.) в энциклопедии сайта Anime News Network
- Аниме «Nisemonogatari» (англ.) в базе данных AniDB

### Nekomonogatari (Kuro)
- nekomonogatarikuro-anime.com (яп.) — официальный сайт Nekomonogatari (Kuro)

- Аниме «Nekomonogatari (Kuro)» (англ.) в энциклопедии сайта Anime News Network
- Аниме «Nekomonogatari (Kuro)» (англ.) в базе данных AniDB

### Monogatari Series «Second Season»
- monogatari-series.com/2ndseason/ (яп.) — официальный сайт Monogatari Series: Second Season

- Аниме «Monogatari Series: Second Season» (англ.) в энциклопедии сайта Anime News Network
- Аниме «Monogatari Series: Second Season» (англ.) в базе данных AniDB

### Hanamonogatari
- Аниме «Hanamonogatari» (англ.) в энциклопедии сайта Anime News Network
- Аниме «Hanamonogatari» (англ.) в базе данных AniDB

### Kizumonogatari
- Аниме «Kizumonogatari» (англ.) в энциклопедии сайта Anime News Network
- Аниме «Kizumonogatari» (англ.) в базе данных AniDB